# Willi Kostrewa
Willi Kostrewa (* 14. Januar 1940 in Gelsenkirchen-Ückendorf; † 17. Juli 2016) war ein deutscher Fußballspieler. Der Abwehrspieler hat in der Fußball-Bundesliga beim 1. FC Kaiserslautern von 1963 bis 1967 54 Ligaspiele (1 Tor) absolviert. Im letzten Jahr der alten erstklassigen Fußball-Oberliga Südwest, 1962/63, gelang ihm in seiner ersten Saison beim FCK der Gewinn der Meisterschaft.

## Karriere
Bei Eintracht Gelsenkirchen in der 2. Liga West begann 1958/59 die höherklassige Laufbahn des Fußballers Willi Kostrewa. Nach der Jugend spielte er sofort in der 1. Mannschaft der Blau-Roten aus dem Gelsenkirchener Süden. Der Abwehrspieler spielte mit weiteren Talenten wie Ernst Kuster, Franz-Josef Sarna, Rainer Schönwälder, Karl-Heinz Bente und Heinz Pliska bei der Eintracht zusammen. Finanzielle Zwänge machten aber regelmäßig den Verkauf von Hoffnungsträgern notwendig, so dass der angestrebte Aufstieg in die Oberliga West nicht möglich war. Kostrewa absolvierte für Gelsenkirchen von 1958 bis 1962 in der 2. Liga West 104 Ligaspiele und erzielte dabei fünf Tore.
Zur Saison 1962/63 verließ der Spieler von Eintracht Gelsenkirchen seine Heimat und wechselte zum Oberligisten (damals höchste Spielklasse) 1. FC Kaiserslautern in die Pfalz. Mit Trainer Günter Brocker qualifizierte man sich als Meister der Oberliga Südwest für die neugeschaffene Fußball-Bundesliga. Kostrewa hatte mit 19 Einsätzen und einem Torerfolg seinen Anteil daran. In der Oberliga hatte er am 19. August 1962 bei einer 2:4-Auswärtsniederlage bei Saar 05 Saarbrücken als Mittelläufer im damaligen WM-System debütiert. Am 30. Spieltag, den 12. Mai 1963, als der FCK die Runde mit einem 9:1-Auswärtserfolg beim SC Ludwigshafen beendete, bildete er mit Roland Kiefaber das Verteidigerpaar. In die Endrunde um die deutsche Fußballmeisterschaft 1963 starteten die „Roten Teufel“ am 25. Mai im Südweststadion in Ludwigshafen mit einem 1:1 gegen Hertha BSC. In allen sechs Gruppenspielen in der Endrunde gegen Berlin, 1. FC Köln und 1. FC Nürnberg vertraute Trainer Günter Brocker auf das Verteidigerpaar Kiefaber – Kostrewa.
Am zweiten Spieltag der Bundesligarunde 1963/64, den 31. August 1963, debütierte der Mann aus Gelsenkirchen bei einer 2:3-Heimniederlage gegen den FC Schalke 04 in der Bundesliga. Drei Runden gehörte er dem Team des FCK an, das sich permanent im Abstiegskampf befand. Als im vierten Jahr, 1966/67, unter Trainer Gyula Lóránt der Vormarsch auf den 5. Rang glückte, kam er nicht mehr zum Einsatz. Sein letztes Bundesligaspiel bestritt Kostrewa am 23. April 1966 bei einer 1:2-Heimniederlage gegen den Bundesligaaufsteiger FC Bayern München. Schiedsrichter Horst Herden verwies vier Spieler des Feldes: Jürgen Neumann, Uwe Klimaschefski und Willi Wrenger auf Seiten der Heimelf, sowie Dieter Koulmann vom FC Bayern. In der Bundesliga kam der Abwehrspieler bis 1967 54-mal zum Einsatz.
Ab der Saison 1967/68 trat er fortan für die Koblenzer TuS Neuendorf in der zweitklassigen Regionalliga Südwest an. In seiner ersten Saison am Oberwerth, 1967/68, errang Kostrewa mit seinen Mannschaftskollegen nach einem 3:2 am 13. Mai 1968 in einem Entscheidungsspiel um den 2. Platz gegen den FK Pirmasens mit Hugo Dausmann und Dieter Weinkauff die Vizemeisterschaft im Südwesten. An der Seite von Mitspielern wie Rudolf Krätschmer, Hans Sondermann, Otto Jaworski, Helmut Horsch, Rudolf Stracke, Werner Hölzenbein und Günter Funke (25 Tore) hatte der Abwehrspieler in 27 Ligaeinsätzen (1 Tor) unter Trainer Herbert Rappsilber dabei mitgewirkt. In der Bundesliga-Aufstiegsrunde bestritt er alle acht Gruppenspiele gegen Kickers Offenbach, Bayer Leverkusen, Tennis Borussia Berlin und Arminia Hannover. In seinem zweiten Regionalligajahr bei Neuendorf, 1968/69, konnte Kostrewa infolge Verletzungsproblemen lediglich noch fünf Ligaspiele bestreiten. Am 8. Dezember 1968 absolvierte er seinen letzten Regionalligaeinsatz als Einwechselspieler bei einem 2:0-Heimerfolg gegen den SVW Mainz.

## Statistik
| Liga (SKE)     | Spiele (Tore) |
| -------------- | ------------- |
| Bundesliga (I) | 54 (1)        |
| Oberliga (I)   | 19 (1)        |
| Wettbewerb     |               |
| DFB-Pokal      | 02 (0)        |